# 진저브레드
진저브레드(영어: gingerbread)는 생강으로 맛을 내 구운 여러 가지 음식을 가리킨다. 부드러운 케이크 형태도 있고, 진저 스냅과 같은 바삭바삭한 과자 형태도 있다. 흔히 생강, 정향, 육두구, 계피 등으로 향미를 내고 꿀, 설탕, 당밀 등으로 단맛을 더한다.
케이크 형태인 것을 진저브레드 케이크(영어: gingerbread cake)로, 과자 형태인 것을 진저브레드 쿠키(영어: gingerbread cookie)나 진저브레드 비스킷(영어: gingerbread biscuit)으로 부르기도 한다. 사람 모양 진저브레드 맨, 하트 모양 진저브레드 하트, 집 모양 진저브레드 집 등이 존재한다.

## 이름
영어 "진저(ginger)"와 "브레드(bread)"는 각각 "생강"과 "빵"을 뜻하지만, "진저브레드(gingerbread)"는 "생강빵"이라는 뜻이 아니다. 고대 프랑스어 "쟁장브라(gingembras)에서 빌려온 말이 변형된 것이며, 어원은 중세 라틴어 "*진짐브라투스(*gingimbrātus)"이다. 이는 약재로 쓰기 위해 보존처리한 생강을 가리키던 말로 추측된다. "생강"을 뜻하는 (고전) 라틴어 낱말은 "징기베르(zingiber)"이다.

## 사진

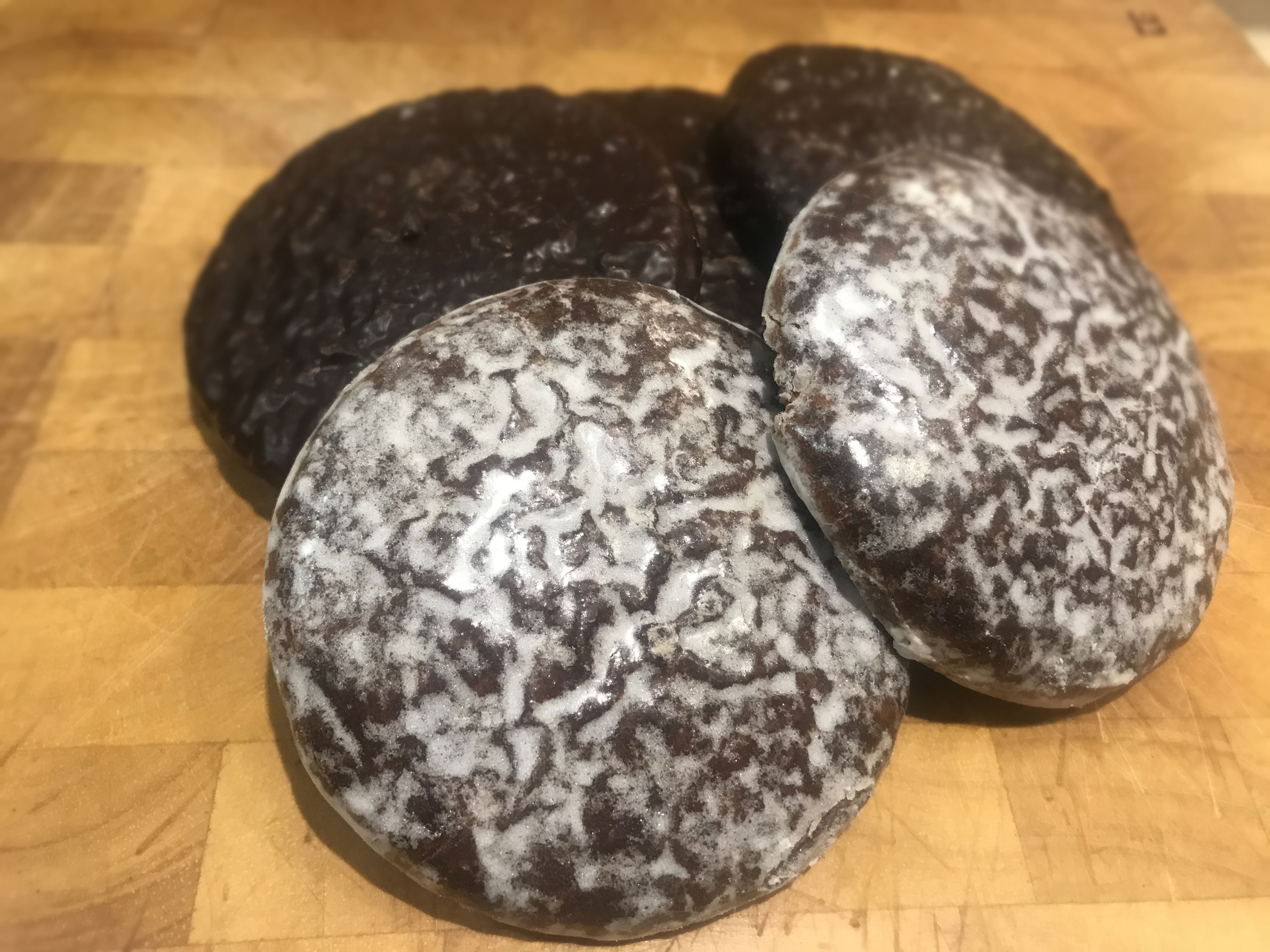
레프쿠헨
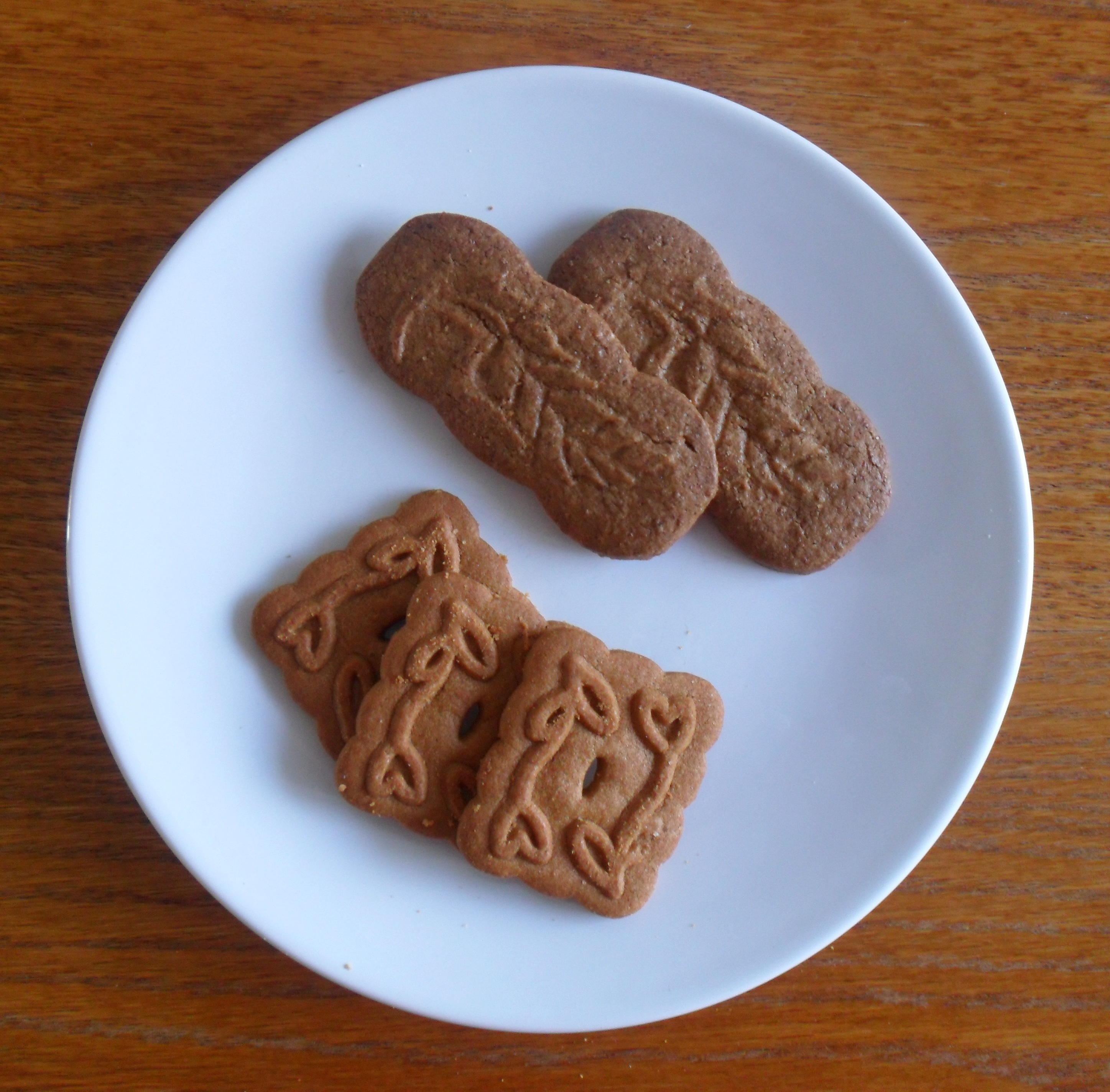
스페퀼로스
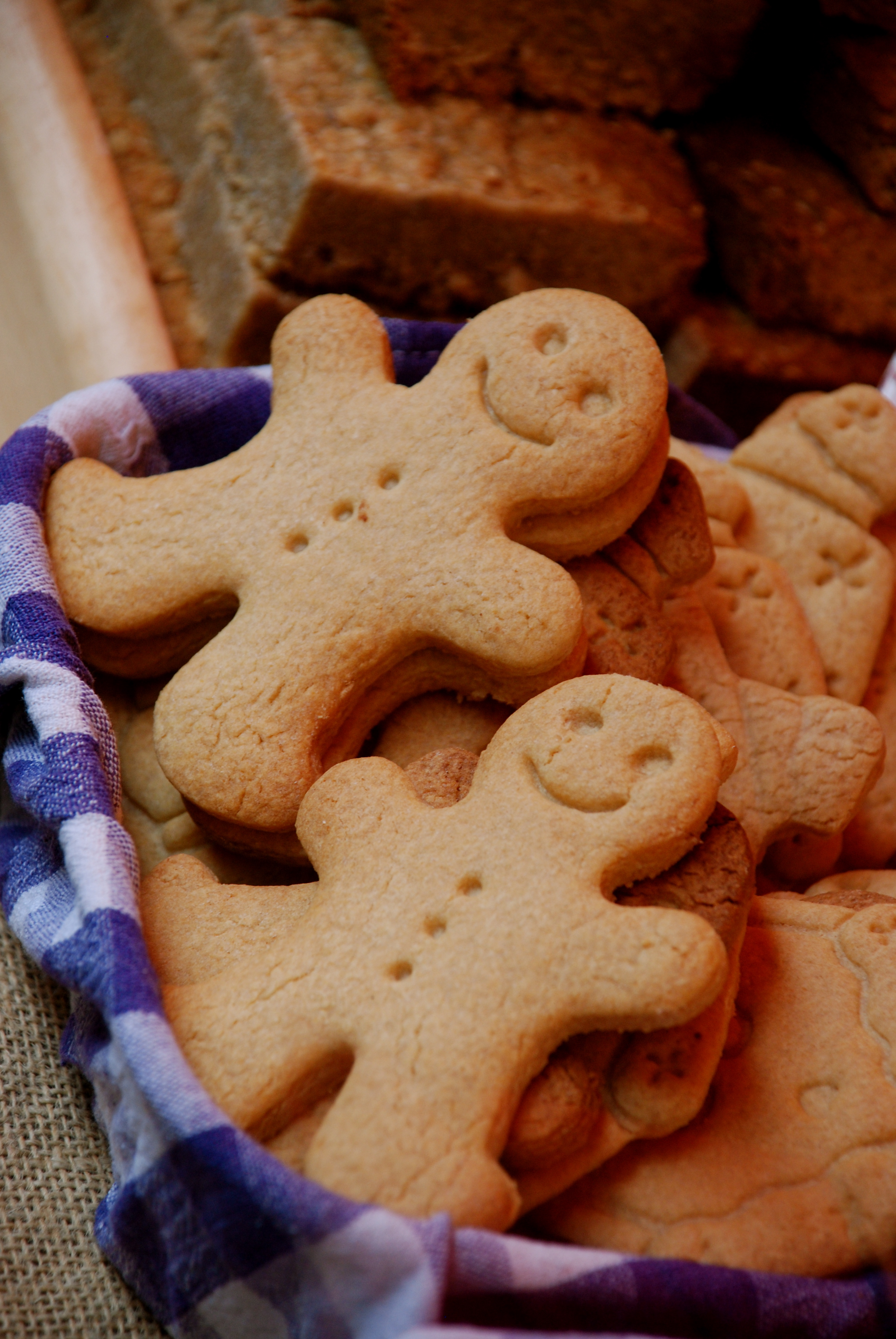
진저브레드 맨
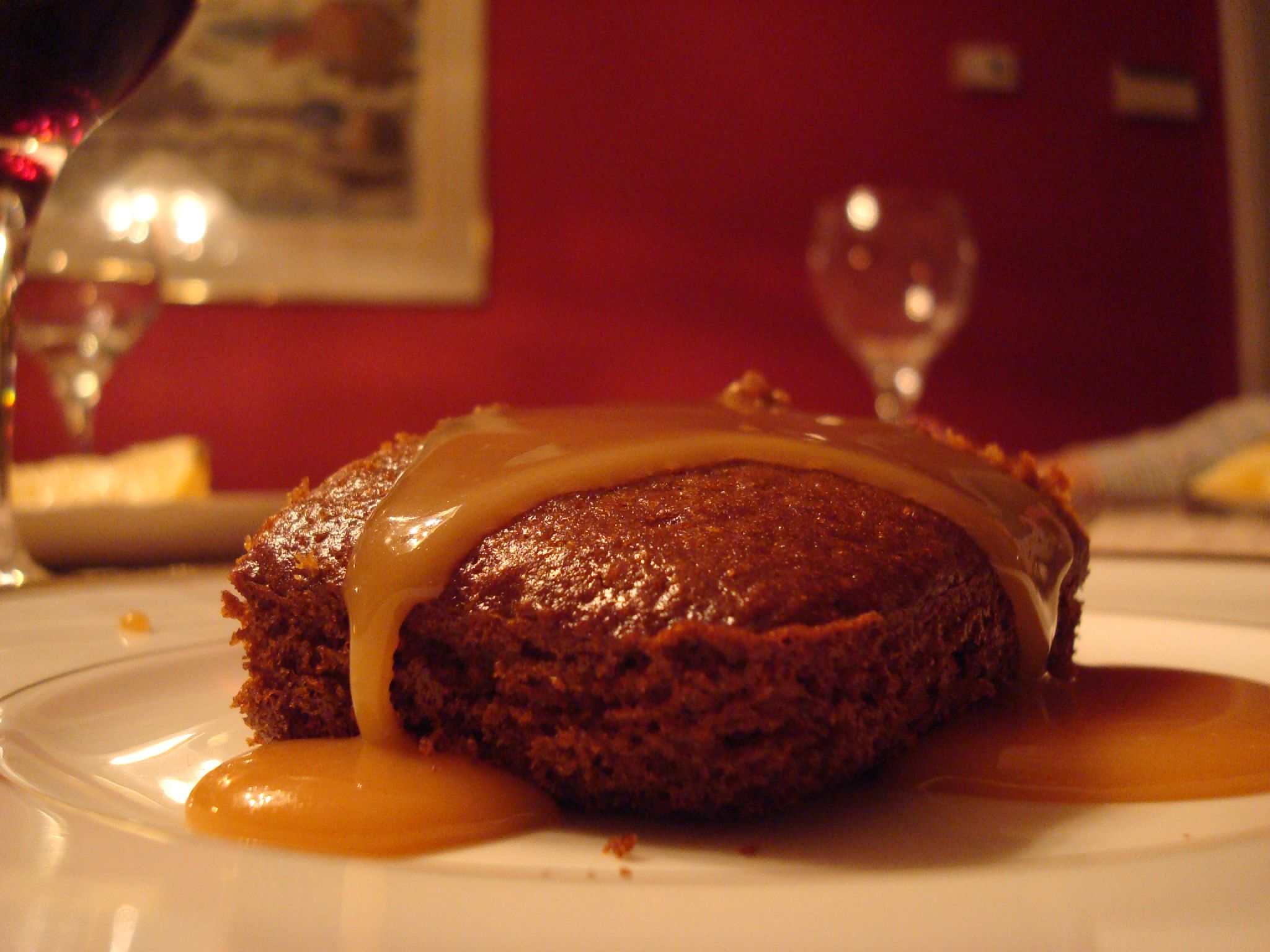
진저브레드 케이크
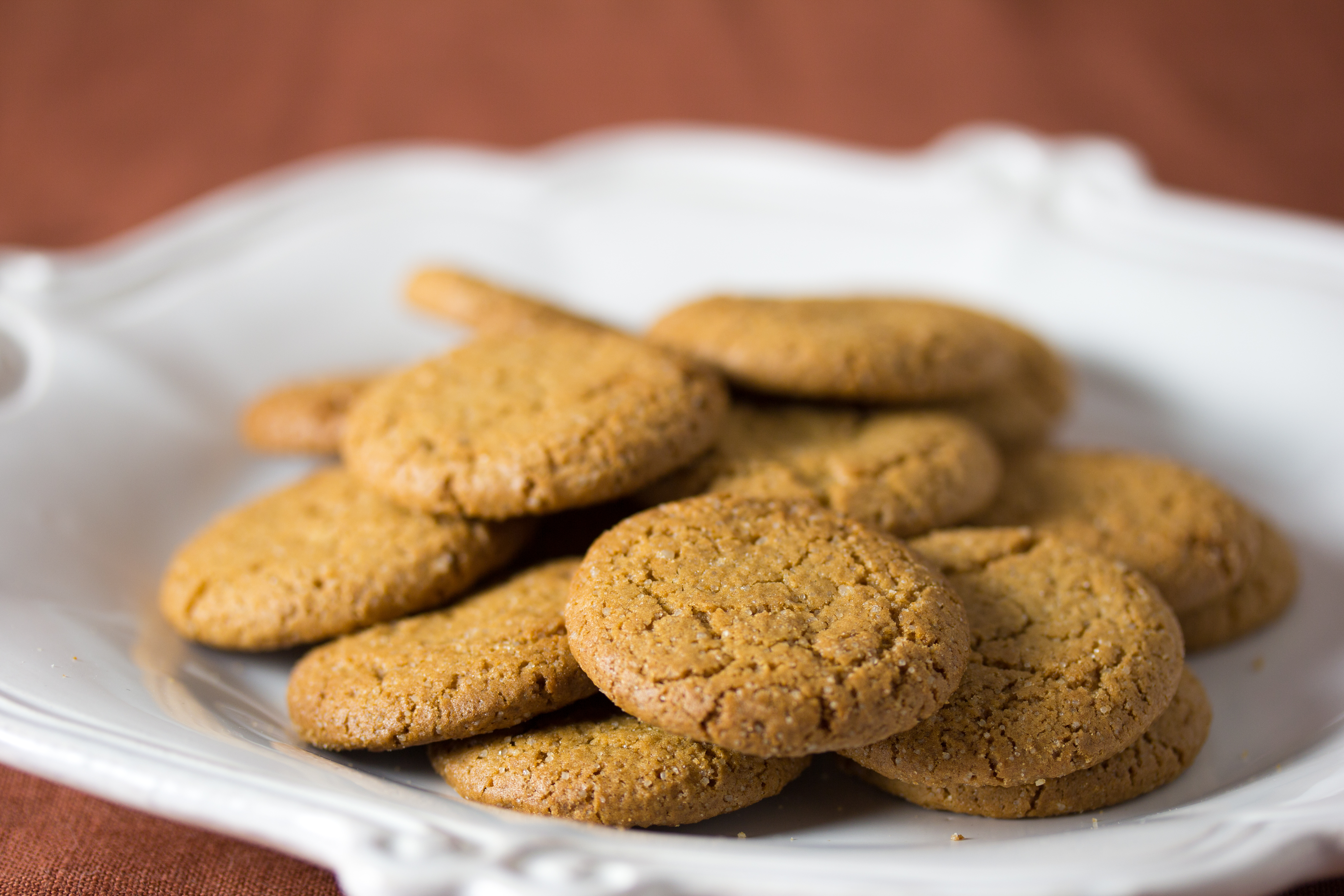
진저 스냅
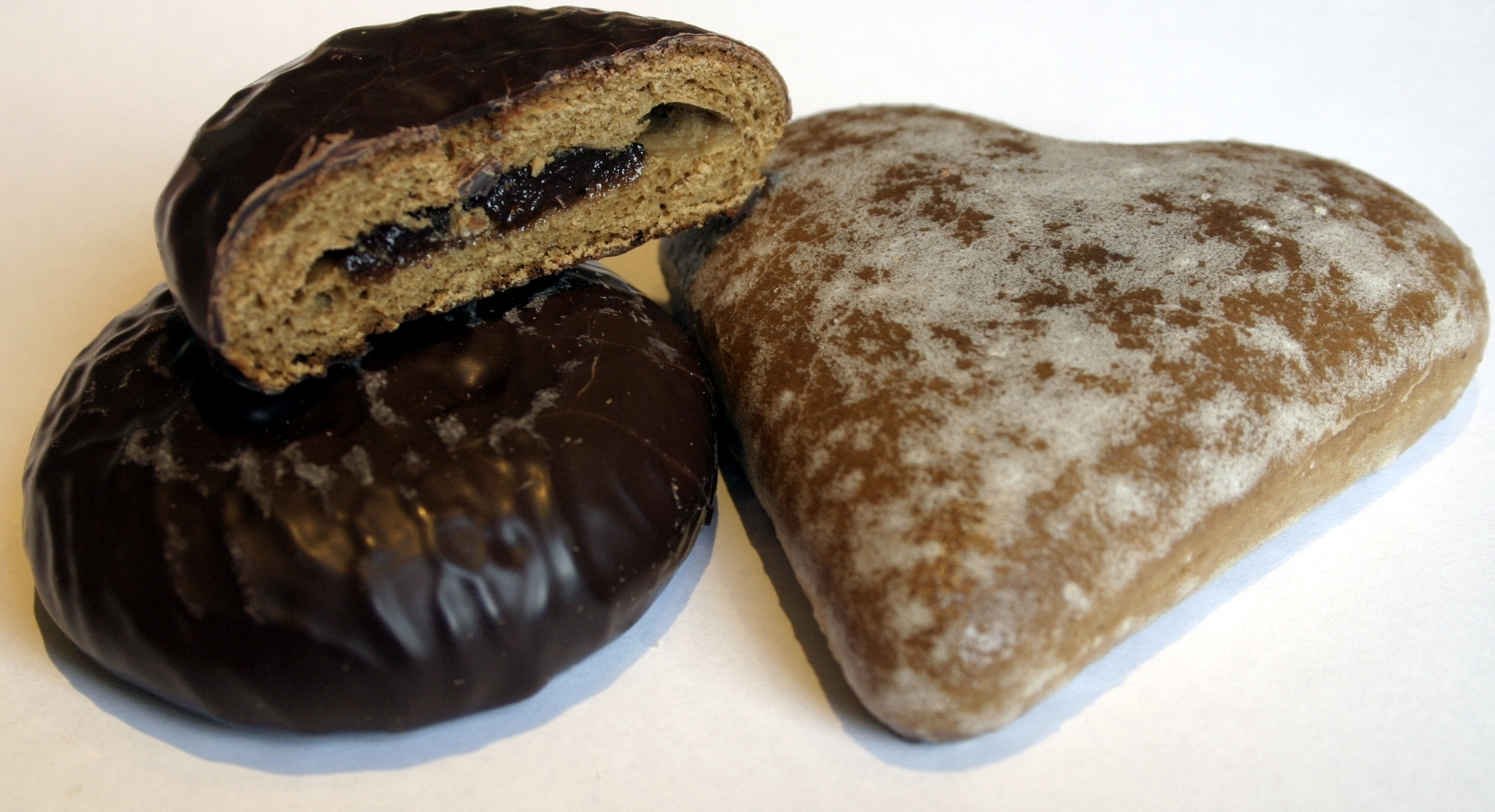
토룬 피에르니크
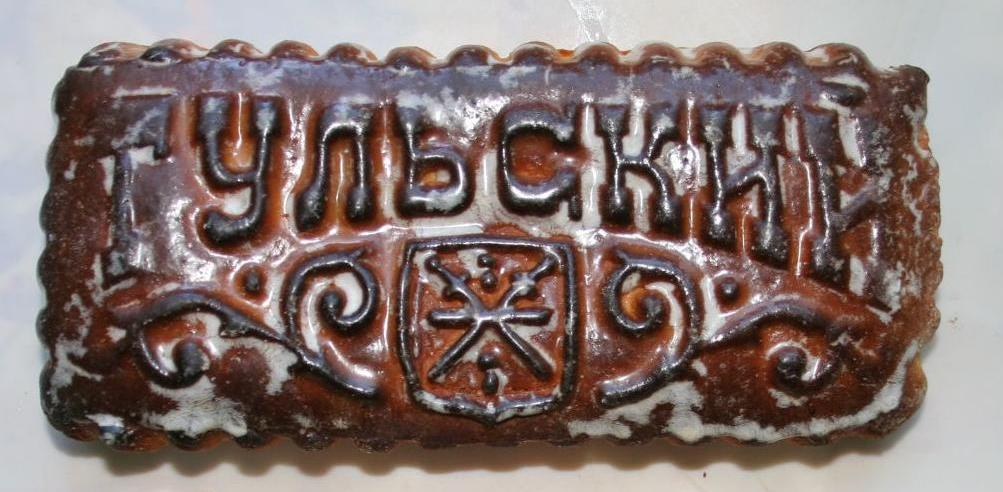
툴라 프랴니크
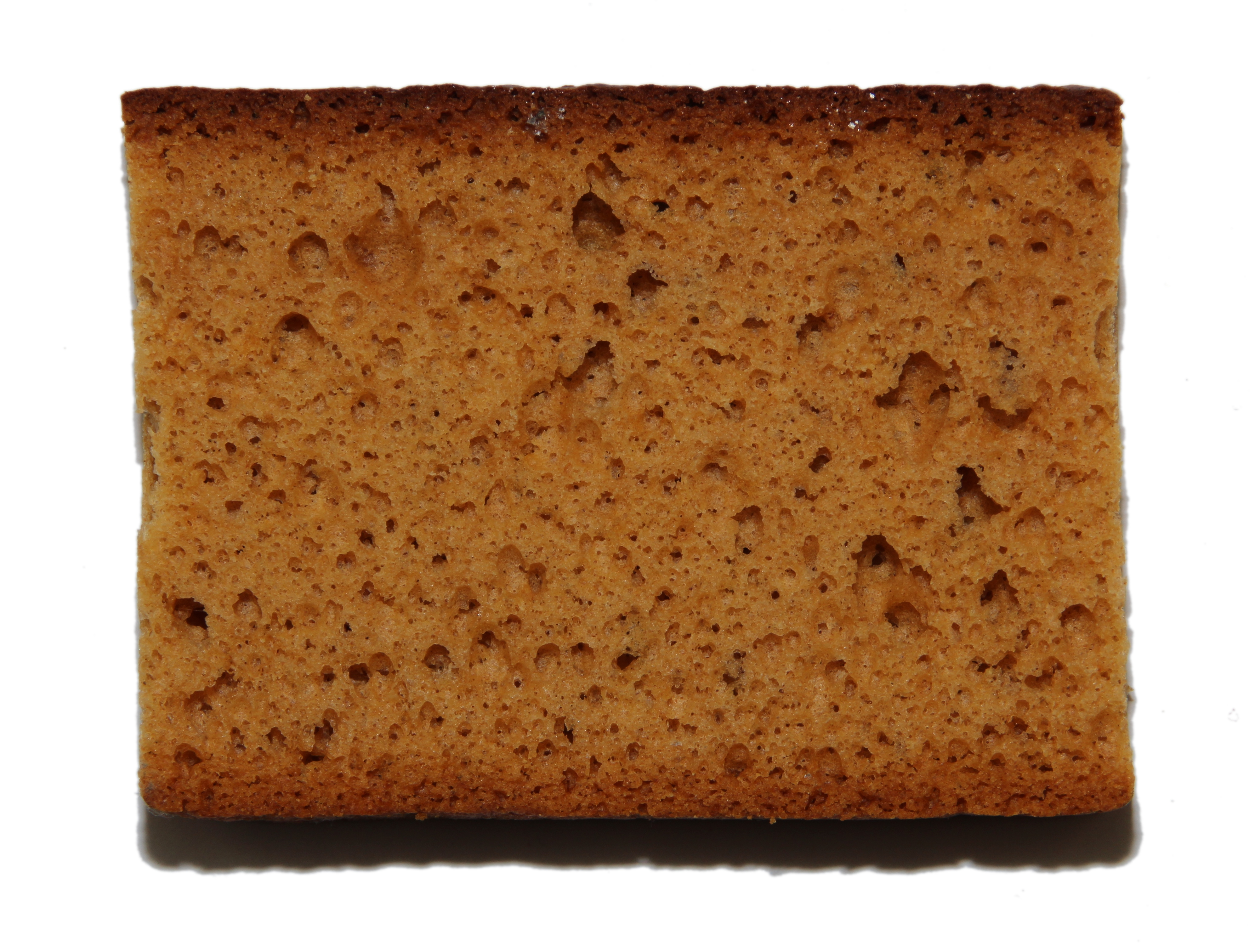
팽 데피스
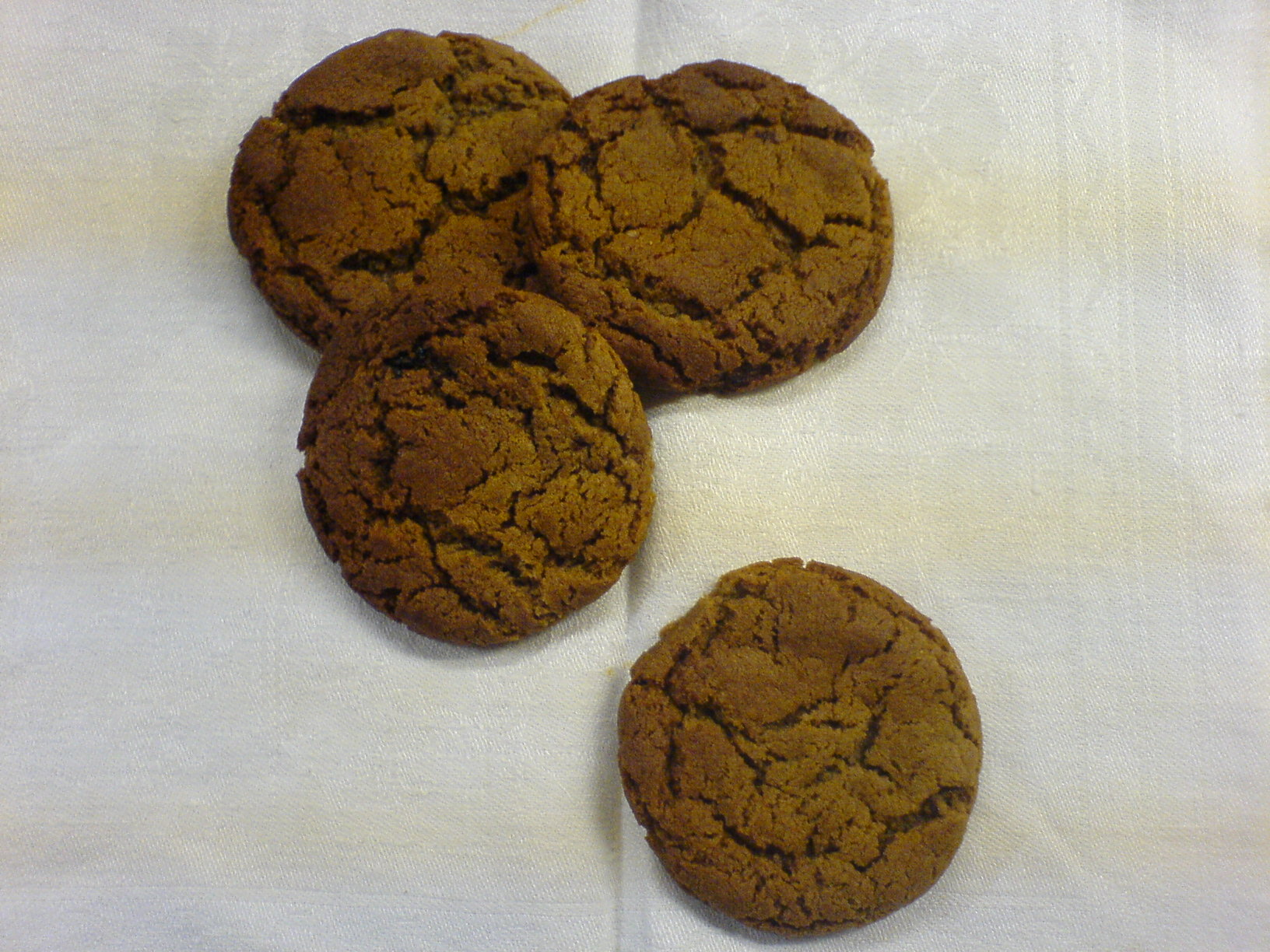
페어링
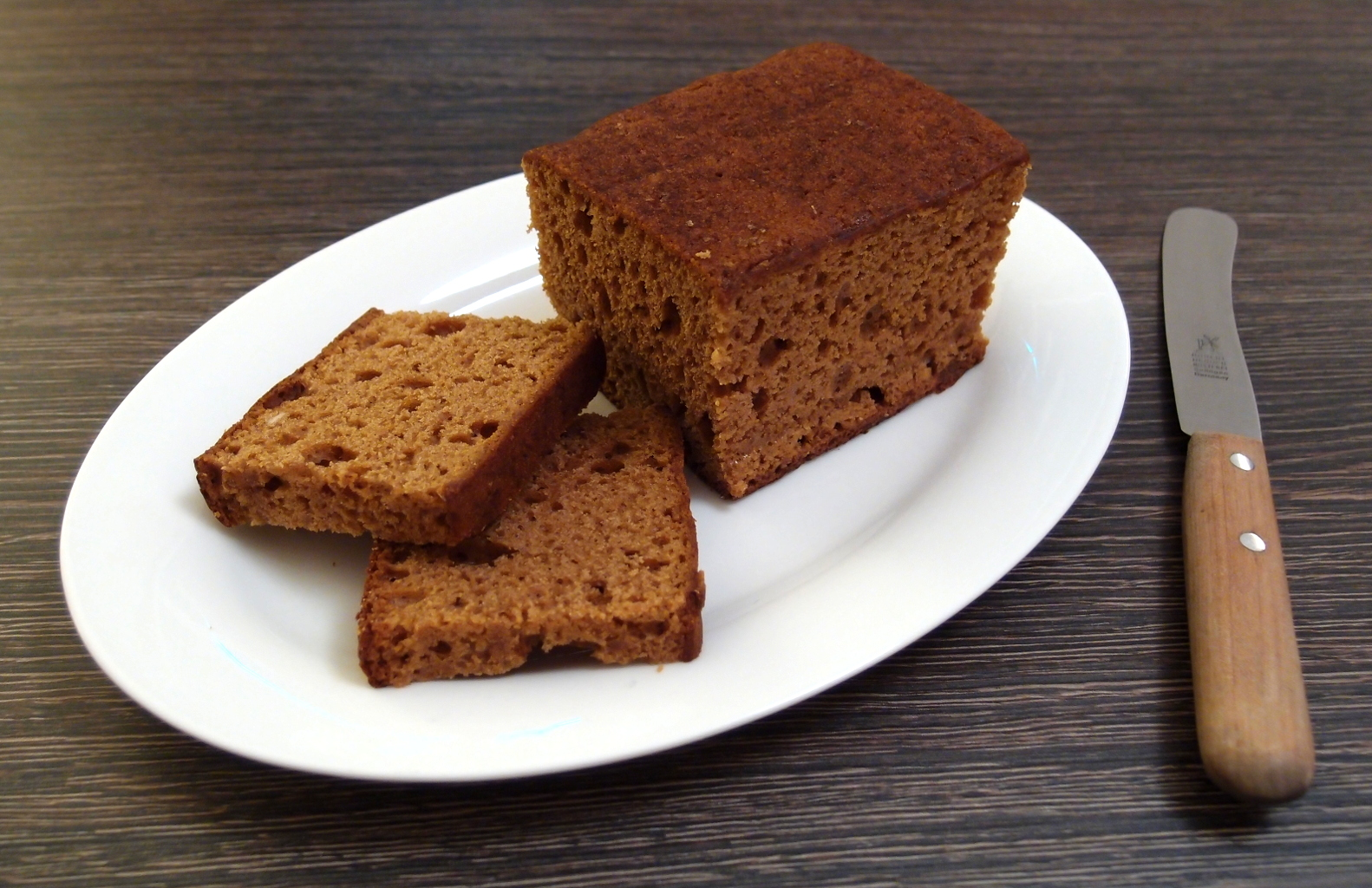
페퍼르쿡

## 같이 보기
- 생강 쿠키